# Прогрес (Голованівський район)
Прогре́с — село в Україні, у Гайворонській міській громаді Голованівського району Кіровоградської області. Населення становить 19 осіб.

## Населення
Згідно з переписом УРСР 1989 року чисельність наявного населення села становила 41 особа, з яких 18 чоловіків та 23 жінки.
За переписом населення України 2001 року в селі мешкало 19 осіб. 100 % населення вказало своєю рідною мовою українську мову.

## Інтернет-посилання
- Погода в селі Хащувате

| Україна | Це незавершена стаття з географії України. Ви можете допомогти проєкту, виправивши або дописавши її. |